# Света Параскева (средновековен параклис в Адам)
Вижте пояснителната страница за други значения на Света Параскева.
„Света Параскева“ (на гръцки: Ἁγίας Παρασκευῆς) е средновековна православна църква в село Адам, Халкидики, Гърция, част от Йерисовската, Светогорска и Ардамерска епархия.
Параклисът е разположен южно от Адам в гористата клисура, наречена Корака фолия. Построен е през средновековието край смятан за свещен извор. Параклисът има две конхи. Край него в XIX век е изграден нов едноименен храм. На няколко метра южно от извора са запазени останки от едната арка на акведукт от XIX век, който е снабдявал с вода чешмите в селото. От тези чешми е запазена само една в Горната махала.
В 1983 година аязмото с параклиса е обявено за паметник на културата.